# Piotr III (prawosławny patriarcha Antiochii)
Piotr III – chalcedoński patriarcha Antiochii w latach 1028–1051.